# Vena Amoris (singel)
Vena Amoris – drugi singel promujący tak samo zatytułowany album Anity Lipnickiej. Jako tzw. radio airplay singel zadebiutował 11 listopada 2013. Piosenka mówi o utracie zainteresowania pomiędzy kochankami. To poetyckie rozważanie, czy kryzys emocjonalny jest przejściowy czy już raczej nieodwracalny.

## Notowania
| Lista                                | Pozycja |
| ------------------------------------ | ------- |
| Lista Przebojów Trójki               | 13      |
| Lista Przebojów Portalu e-migrant.eu | 24      |
| RagaTop - Radio Olsztyn              | 30      |